# Église Saint-Nicolas d'Avize
Pour les articles homonymes, voir église Saint-Nicolas.
L'église d'Avize se trouve à Avize, dans le département de la Marne, en France. Elle est dédiée à saint Nicolas.

## Historique, architecture
La partie la plus ancienne de l'église Saint-Martin est sa nef, du XIe siècle. Elle fut remaniée plusieurs fois pour agrandir son chœur et les transepts.

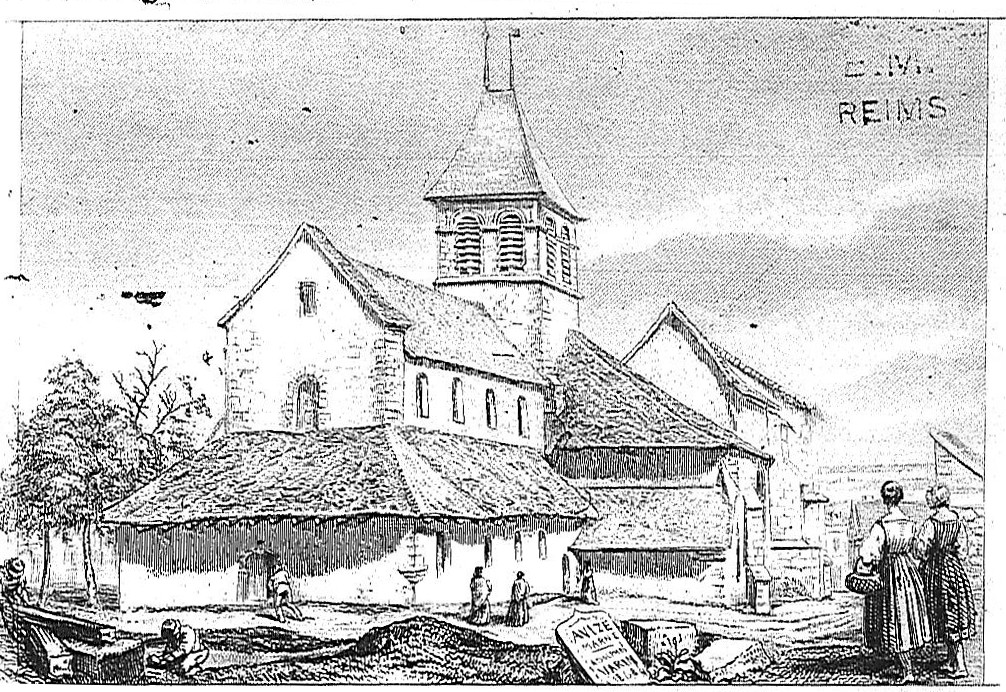
Avec son avant porche.

## Mobilier
L'église possède des objets classés aux Monuments historiques : une grille de baptistère en fer forgé, une Assomption de la Vierge, un tableau de Orazio Borgianni : le Denier de césar.

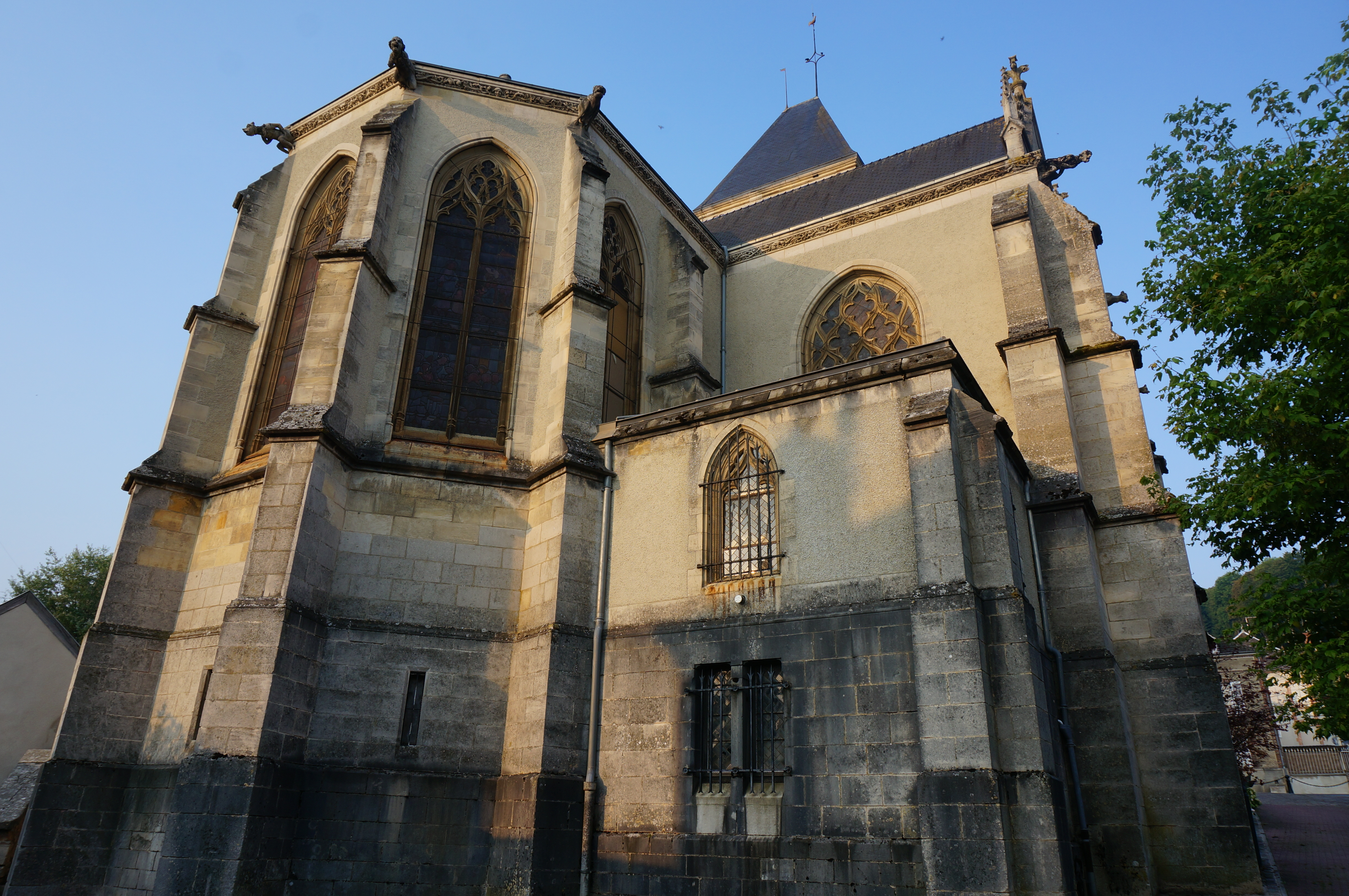
Abside.
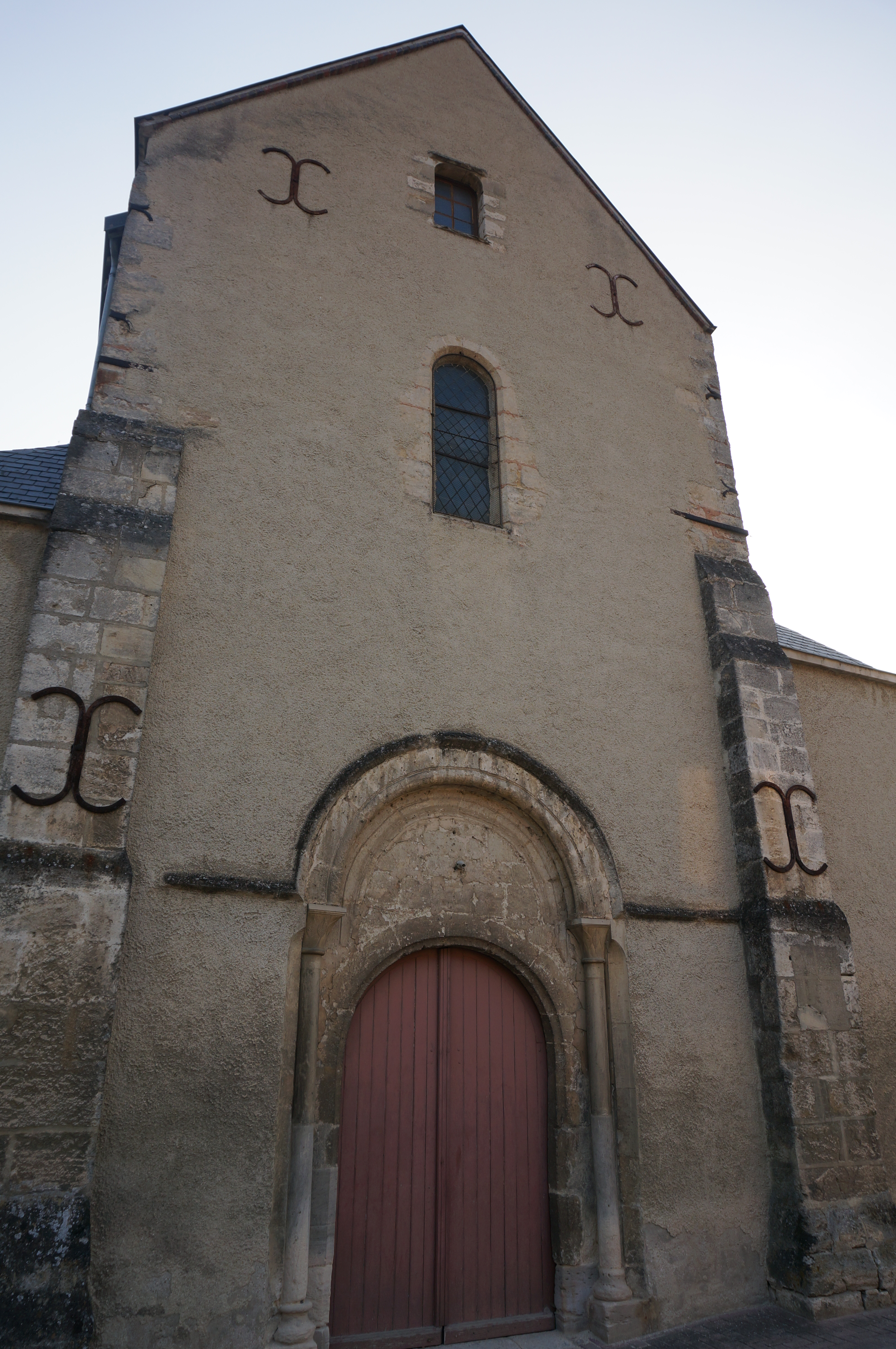
Façade occidentale.
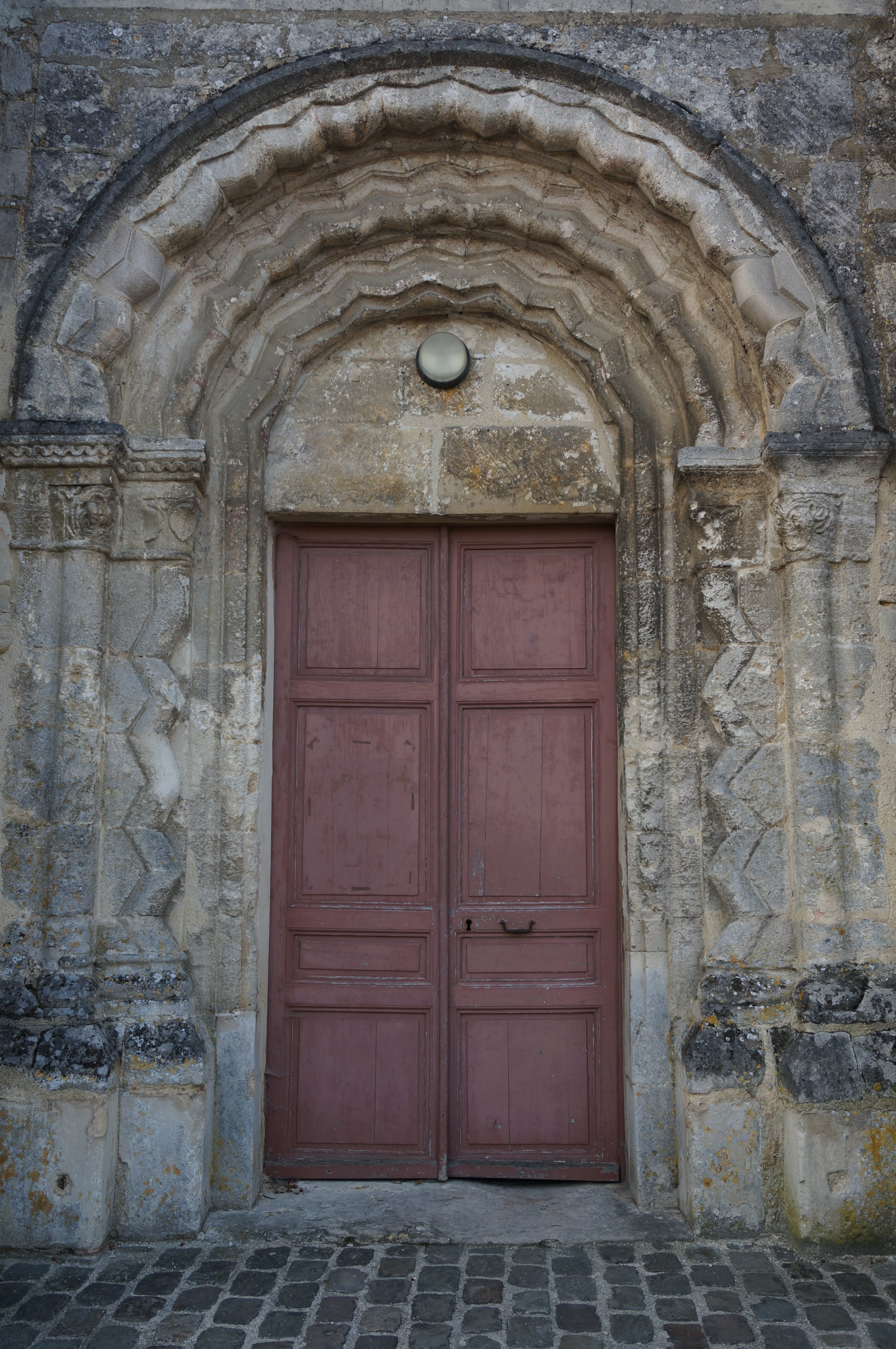
Portail  nord.